# Fényterápia

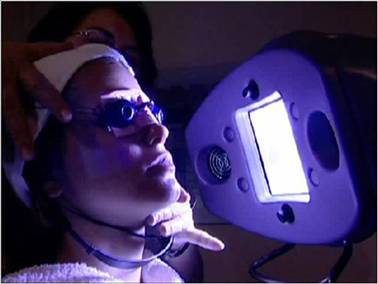
Akné kezelése kék fénnyel

A fényterápia különféle betegségeknél fényforrás alkalmazását jelenti terápiás célokra.

## Működése és felhasználási területei
Az emberi sejtek a fénnyel képesek reakcióba lépni, a sejtek belsejében lévő fényérzékeny molekulák segítségével. Az adott válasz függ a fény hullámhosszától és színétől is.
A bőrgyógyászatban kék fényt használnak például aknékezeléshez, vörös fényt pedig ráncok kezeléséhez. A fényterápiát alkalmazzák pikkelysömör, ekcéma és csecsemőkori sárgaság esetén is. A depresszió kezelésében is jótékony lehet, és hangulatjavító hatást is elérhetnek vele.
Több területen is vizsgálják a fényterápia hatásosságát, például a demenciára, vagy a krónikus fájdalom kezelésében is.

## Fényterápiás eszközök

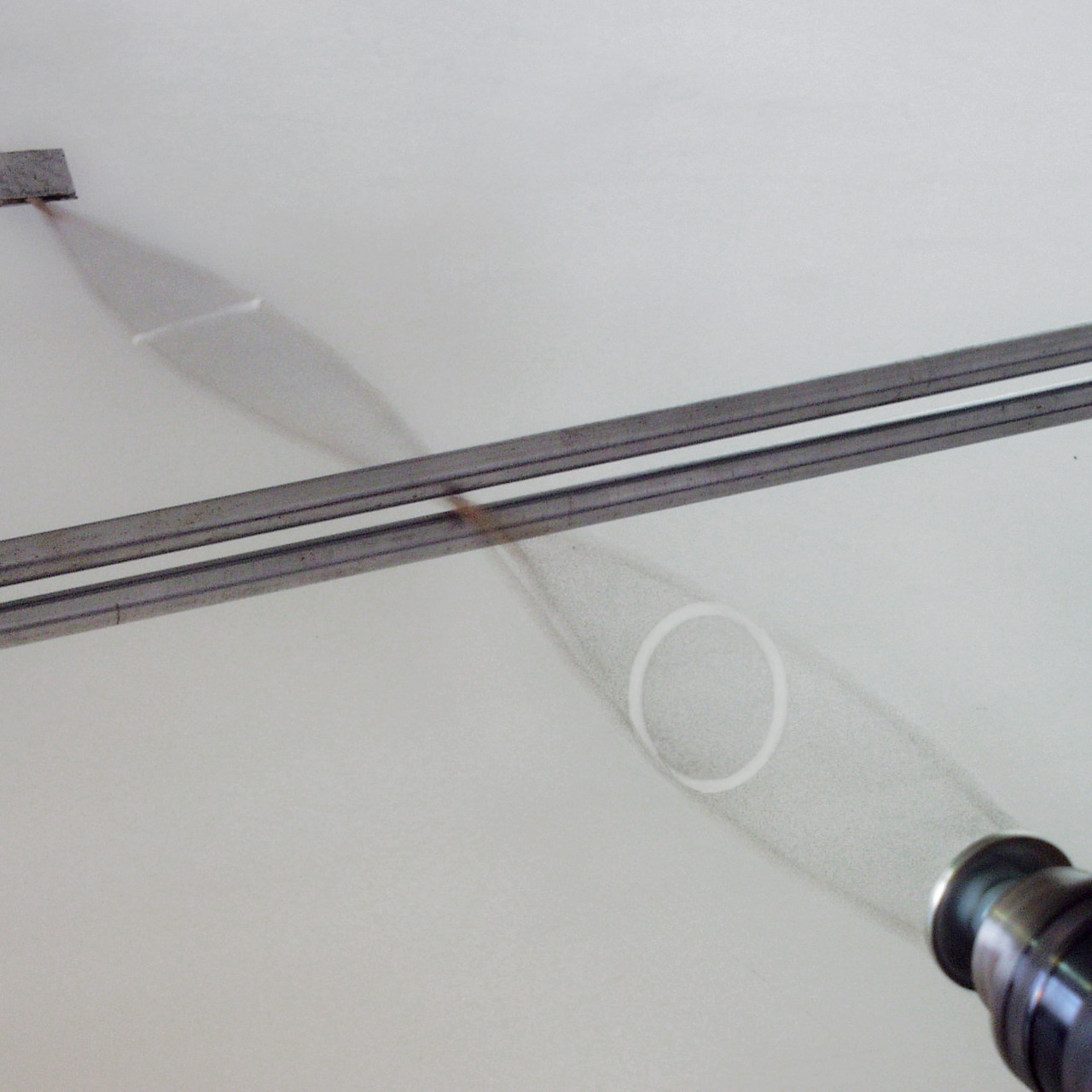
Polarizáció

- Infralámpa, ami az infravörös fényt és a hőhatást használja ki.
- Ehhez hasonló az infraszauna, aminek a régebbi változatában még infra lámpák voltak, most már ezeket infrapanel helyettesíti a legtöbb esetben.
- Kristálylámpa, ahol egy fényforrással világítanak meg egy féldrágakövet.
- Lágy lézer fény
- Fényterápiás lámpák
- Sólámpa
- Polarizált lámpák, polárlámpa (polarizált fény)